# カムカム
カムカム（学名Myrciaria dubia）はフトモモ科の常緑低木。ペルーのアマゾン川流域の熱帯雨林に産し、Camu camu、CamuCamu、Cacari、Camocamoなどの名で呼ばれる。近縁な植物にはジャボチカバや、グアバベリーがある。

## 概要
樹高は約3m。花は白くて光沢があり芳香をもつ。葉は長さ数cmから20cmで幅1-2cm。水辺に自生する。『カムカム』の名称は水に落ちたこの果実を魚が食べる時の擬音語に由来する。
果実はサクランボのような赤紫色をしている。実には100gあたり約2800mgのビタミンCを含み、これはレモン果汁の50-60倍である。ほかにアミノ酸のバリン・ロイシン・セリンや、フラボノイド、エラグ酸等も多く含む。果肉は柑橘類のような甘酸味があり、清涼飲料に加工されるほか、アイスクリームや菓子にも使われる。このほか果肉を粉末化またはカプセル化したものが先進国で健康食品として売られており、特に日本への輸出が多い。カムカムのもつ栄養機能や活性成分を明らかにする研究は十分に行われてはいないが、抗酸化作用や抗炎症作用に関する研究がある。また、近年、高血圧ラットを用いた実験でカムカムに血圧抑制作用がある可能性が示唆された。
野生のカムカムは先住民により古くから利用されてきたが、栽培されるようになったのは最近のことで、アルベルト・フジモリ大統領（当時）の農業政策の一環として栽培が奨励された。栽培は容易で、高温多湿な気候でよく育つ。川沿いなど水分を好み洪水にも耐える。4年から6年で実をつける。
最近は野生のカムカムの利用が増え過ぎて絶滅が危惧されるほどになり、現地では栽培が奨励されている。これまでペルー政府は、生の果実、木、種子などの植物体の国外持ち出しを実の加工品を除いて禁止しており、日本では2004年に特別許可により浜名湖花博で初めて木が公開された。現在ではアマゾン下流のブラジルでも栽培されており、ブラジル産の種子や苗が日本でも入手できるようになっている。

## 脚注

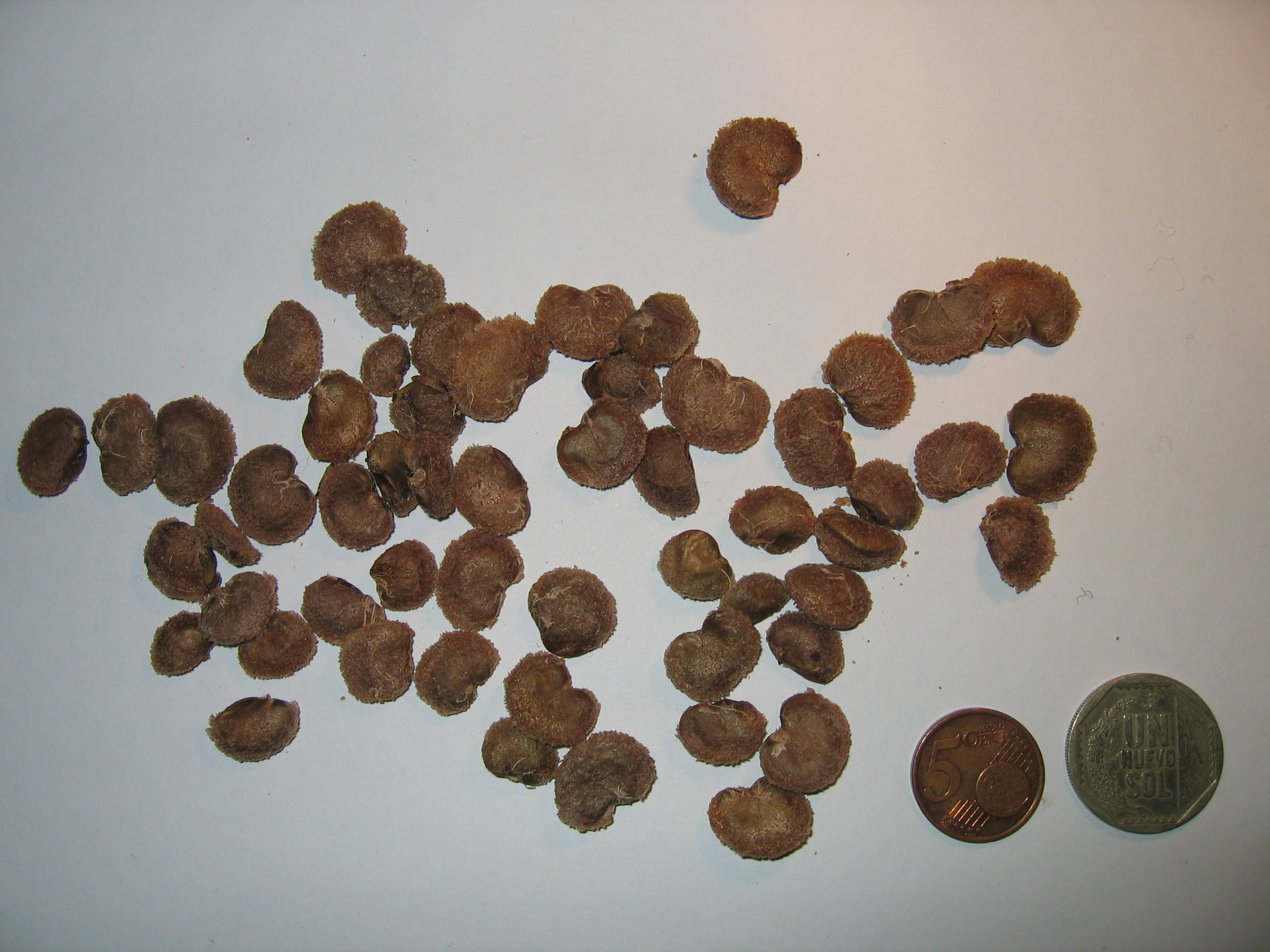
乾燥させたカムカムの種子